# Jan Joosten van Lodensteijn
Pour les articles homonymes, voir Joosten.

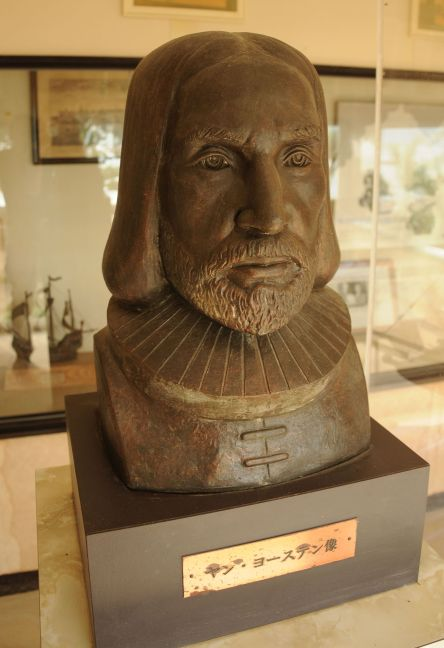
Buste de Jan Joosten van Lodensteij dans un musée de Kuroshima.

Jan Joosten van Lodensteijn (né en 1556 à Delft et mort en 1623), ou simplement Jan Joosten, est un marin des XVIe et XVIIe siècles qui serait vraisemblablement l'un des premiers Néerlandais à poser le pied au Japon. Il arriva dans ce pays en tant que membre d'équipage (second lieutenant) de William Adams sur le Liefde ("amour"), navire qui s'abîma sur les côtes de Kyūshū en 1600.

## Au Japon
Le Liefde partit de Rotterdam en 1598, pour un voyage à but commercial autour du monde. Il fit cependant naufrage au Japon en 1600. Les 24 survivants furent reçus par le futur shogun Ieyasu Tokugawa, qui les questionna longuement sur la politique en Europe et les nouvelles à l'étranger. Comme Wiliam Adams, Jan Joosten fut choisi pour devenir un conseiller du shogun dans les affaires militaires et étrangères. Il contribua ainsi au développement des relations entre le Japon et les Pays-Bas, et à l'affaiblissement de l'influence du Portugal et de l'Espagne dans ce pays.
En récompense de ses services, Jan Joosten reçu une maison à Edo (actuelle Tokyo), dans une partie de la ville qui sera renommée "quai Yayosu" après sa mort, car les Japonais prononçaient son nom yan yōsuten (raccourci en Yayōsu (耶楊子)) - et le nom se retrouve aussi dans le quartier tokyoïte de Yaesu situé à côté de la gare de Tokyo. Bien qu'il lui était interdit de rentrer aux Pays-Bas, Joosten était autorisé à épouser une Japonaise et à faire du commerce avec l'étranger. Il eut le privilège de pouvoir porter deux épées de samouraï et reçu une pension annuelle qui fit de lui (tout comme William Adams) un hatamoto (garde officiel du shogun). Joosten était réputé pour boire beaucoup d'alcool et avoir un tempérament colérique, et de ce fait il n'était pas le bienvenu à la cour de Ieyasu.

### Marchand
Jan Joosten aurait vraisemblablement fait fortune grâce au commerce entre le Japon et l'Asie du Sud-Est, possédant plusieurs navires à sceau vermillon. Sa présence est rapportée par des commerçants néerlandais à Ayutthaya en 1613 à bord de jonques transportant des cargaisons à grande valeur commerciale. À la suite de l'établissement d'un comptoir néerlandais à Hirado près de Nagasaki, il devint un intermédiaire entre les marchands hollandais et le shogunat. 
Il aurait aussi été vu au Siam sur un de ses navires avec l'aventurier et écrivain japonais Tenjiku Tokubei. Plus tard, il tenta de retourner aux Pays-Bas, mais après avoir atteint Batavia, les autorités néerlandaises lui interdirent d'aller plus loin. Il se noya en mer de Chine méridionale en 1623 (à 62 ou 63 ans), à la suite du naufrage de son navire qui retournait au Japon.